# Норвезька кампанія
Норве́зька кампа́нія (1940) або Норвезька операція — військова кампанія збройних сил Норвегії та західних союзників проти військ нацистської Німеччини після їх вторгнення на територію нейтральної Норвегії в ході проведення операції «Везерюбунг» під час Другої світової війни.
З початком вторгнення Вермахту на територію північних країн Європи, британські та французькі експедиційні війська прибули до Норвегії, намагаючись допомогти в протистоянні агресії. Попри значні успіхи у боях у північній частині країни, початок німецької операції у Франції змусив союзників відвести значну частину військ з Норвегії; норвезький уряд емігрував до Лондона. Кампанія закінчилася повною окупацією Норвегії німецькими військами, деякі формування норвезьких збройних сил продовжили боротьбу за межами країни. Військова кампанія на території країни тривала 62 доби, тим самим перетворюючи бойові дії норвежців по протидії агресії найтривалішими в історії Другої світової війни, за винятком німецько-радянської війни.

## Передісторія

### Стратегічна важливість Норвегії в конфлікті
І Франція, і Велика Британія раніше підписали договори про військову допомогу з Польщею, тому через два дні після початку вторгнення Німеччини в Польщу 1 вересня 1939 року обидві країни оголосили Німеччині війну. Однак жодна з не почала наступальних операцій на Західному фронті, і наступні декілька місяців жодного серйозного зіткнення між двома сторонами не відбулося, за що період отримав назву — дивна війна.
З боку союзників стратегія була в основному оборонною і полягала в очікуванні удару на лінії Мажино, і в підготовці до вторгнення в Бельгію в разі порушення нейтралітету Бельгії німцями. З німецького боку більшість членів вищого військового командування вважали, що вони ще не мають у своєму розпорядженні достатніх сил для початку нападу на Францію. Але Норвегія була місцем, де обидві сторони могли завдати ударів одна одній.
Норвегія, незважаючи на свій нейтралітет, мала велике стратегічне значення для обох таборів з двох основних причин. По-перше, порт Нарвік, звідки доставлялася велика кількість шведської залізної руди, від якої залежала німецька військова промисловість; цей шлях був особливо важливий у зимові місяці, коли Балтійське море було заблоковане льодом. Нарвік набув ще більшого значення, коли британці зрозуміли, що операція «Кетрін» — план взяття під контроль Балтики — неможливий. По-друге, порти Норвегії могли стати дірами в блокаді Німеччини, надаючи їй доступ до Атлантики.
Іншим важливим моментом є те, що Норвегія також була важливою з символічної точки зору через ідеологію нацистської партії Адольфа Гітлера. Багато хто з її представників дійсно бачили країну колискою так званої арійської раси.

### Зимова війна
Коли 30 листопада 1939 року Радянський союз розпочав військову агресію проти Фінляндії, союзники разом з Норвегією та Швецією оголосили про свою підтримку Фінляндії проти непропорційно більшого агресора.
Радянське вторгнення створило виправдання для союзників, які хоч і були щиро згуртовані на користь Фінляндії, надіслати допоміжні війська, але паралельно встановити контроль над шведськими шахтарськими районами та норвезькими портами. Велика Британія домагалася від Норвегії і Швеції дозволу на відправку експедиційного корпусу (двох дивізій чисельністю 15 000 осіб) на допомогу Фінляндії. Це дало б можливість де-факто взяти під військовий контроль порти Нарвік і Лулео, перекривши німцям доступ до шведської руди, а в перспективі — завадити їм створити бази для підводних човнів на узбережжі Норвегії.
Ця ініціатива стурбувала Німеччину. Німецько-радянський пакт передбачав що Фінляндія належить радянській зоні впливу, тому німці проголосили нейтралітет у цьому конфлікті. Ця політика спровокувала сплеск антинімецьких настроїв у всій Скандинавії, оскільки Німеччина вважалася союзником Радянського Союзу. Дипломатична активність союзників і такі настрої населення змусили німецьке верховне командування розглядати можливий варіант, що Норвегія та Швеція дозволять розмістити війська союзників на своїх територіях, щоб втрутитися на користь Фінляндії.
Однак такого розгортання так і не відбулося, тому що Норвегія та Швеція, які перебували в скрутному становищі після того, як стали свідками «зради Заходу» проти Польщі під час вторгнення у вересні, не бажали поставити під загрозу свій нейтралітет і бути втягнутими у війну, дозволивши іноземним військам проїзд через їх територію. Після підписання Московського мирного договору 12 березня 1940 року початкове виправдання для планів союзників зникло.

### Відкун Квіслінг і початкові німецькі плани

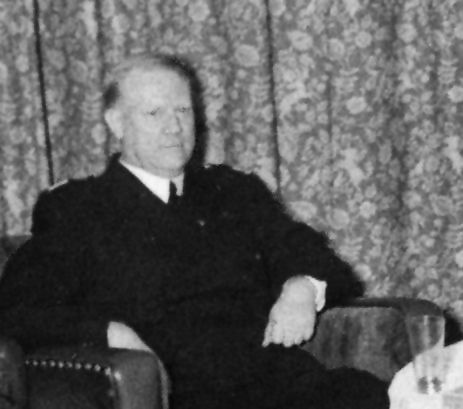
Відкун Квіслінг в 1942 році в Осло.

На початку конфлікту німецьке верховне командування вважало, що нейтральна Норвегія — найкраще, що могло з ними статися. До тих пір, поки союзники не могли увійти в норвезькі територіальні води, існували безпечні проходи для торговельних кораблів, що плавали вздовж скандинавського узбережжя, перевозячи імпортовану шведську руду.
Грос-адмірал Еріх Редер, однак, наполягав, що вторгнення є необхідним. Він вважав, що норвезькі порти забезпечать кращі бази для операцій підводних човнів, які використовувалися в облозі Британських островів, і що також можливо, що союзники розглянуть питання про висадку там.
11 грудня 1939 року Гітлер і Редер зустрілися з Відкуном Квіслінгом, колишнім міністром оборони Норвегії, який став лідером норвезької фашистської партії Національна єдність. Основною темою зустрічі стало обговорення значної загрози британського вторгнення до Норвегії, Квіслінг стверджував, що норвезький уряд буде схильний таємно співпрацювати у випадку німецької окупації (що виявилося помилковим). Він також запевняв, що норвезькі війська будуть максимально співпрацювати з німецькими силами, включаючи допомогу берегової охорони та надання доступу до військових баз. Через три дні Гітлер наказав ОКВ розпочати розробку плану вторгнення в Норвегію.
Під час другої зустрічі з Квіслінгом 18 грудня Гітлер підтвердив своє бажання зберегти нейтралітет Норвегії, але заявив, що якщо союзники розпочнуть війну в Скандинавії, він відповість відповідним чином. Окрім того, через підозри, що Квіслінг переоцінив свої сили заради особистої вигоди, плани співпраці з ним були відхилені.

### Інцидент з «Альтмарком»

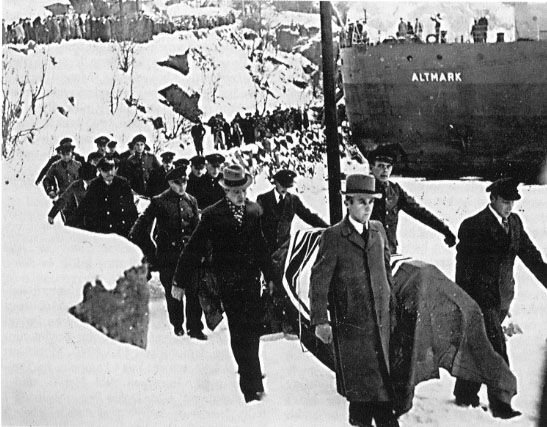
Загиблих німців виносять з «Альтмарка».

14 лютого 1940 року німецький танкер «Альтмарк» з 303 військовополоненими британського торгового флоту на борту отримав дозвіл на плавання в норвезьких водах. Згідно з міжнародними правилами, будь-яке не бойове судно держави, яка перебуває у стані війни, може перебувати деякий час у нейтральних водах, якщо воно попередньо отримало дозвіл. Коли 16 лютого на горизонті з'явилася група британських есмінців, «Альтмарк» шукав притулку в норвезькому фіорді. Ігноруючи міжнародні правила та нейтралітет Норвегії, есмінець «Козак» під командуванням капітана Філіпа Віана увійшов у фіорд, атакував «Альтмарк», і взяв на абордаж убивши сім німецьких солдатів і звільнивши полонених. Це порушення нейтралітету розізлило норвезьку владу і призвело до дипломатичного конфлікту в Північному морі. Німеччина надіслала ноту протесту Норвегії, Норвегія — Британії. Хоча і Швеція і Сполучені штати справедливо вважали що це порушення нейтралітету з боку Британії, остання оголосила що така атака технічно недозволена але морально правильна.
Для німців інцидент з «Альтмарком» показав неможливість збереження нейтралітету Норвегії з її територією, і що англійці не зважали на норвезький нейтралітет. Гітлер наказав прискорити розробку планів вторгнення. Він пішов цим шляхом, щоб протистояти вже існуючим планам Черчилля втягнути норвежців у війну і взяти під контроль порт Нарвік. 21 лютого на генерала Ніколауса фон Фалькенгорста була покладена відповідальність за планування вторгнення та командування призначеними для нього сухопутними військами.

## Початкові плани

### Плани союзників
Після закінчення Зимової війни союзники дійшли висновку, що окупація Норвегії та Швеції принесе більше шкоди, ніж користі, підштовхнувши нейтральні країни до союзу з Німеччиною. Однак новий французький прем'єр-міністр Поль Рейно зайняв більш агресивну позицію, ніж його попередник, і хотів, щоб проти Німеччини було вжито більш рішучіших заходів. Черчилль був рішучим прихильником нападу та окупації Норвегії, тому що він хотів, щоб бойові дії перемістилися подалі від Франції та Британії, щоб уникнути руйнування їхніх територій, як під час попередньої війни. Він також розглядав це як спосіб вторгнення в Німеччину з півночі.
Тому було вирішено реалізувати план, запропонований невдовзі після падіння Польщі першим лордом британського адміралтейства Вінстоном Черчіллем, який складався з мінування території. Цей план був лише відкладений в надії, що Норвегія з власної волі дозволить військам союзників пройти через свою територію, щоб допомогти Фінляндії. План мав кодову назву «R4», але підготовка до нього тривала дуже повільно, тому що почалась із запізненням через марні сподівання прем'єр-міністра Невілла Чемберлена на неофіційне сприяння Норвегії у його реалізації. Коли ж після укладення в березні 1940 року Московського мирного договору, що завершував Зимову війну, втратила свою актуальність формальна мотиваційна складова плану. Й тому Військовим кабінетом було вирішено перейти до операції «Вілфред», остаточно затвердженої 3 квітня, і вкрити мінними полями територіальні води Норвегії поблизу міст Молде і Берген, щоб змусити німецькі транспорти з рудою вийти у міжнародні води, де вони були б вразливі перед британським флотом. Розрахунок був на те, що це неминуче викличе військову реакцію Німеччини, принаймні у формі демонстрації намірів висадитись у Норвегії, що було б негайно використано Лондоном як підтвердження нездатності Норвегії дотримуватись нейтралітету і дало б привід десантувати у Нарвіку 18-тисячний контингент. Однак розрахунок британців виявився хибним. Крім того, очікувалось що німецька відповідь на операцію «Вілфред» дозволить провести окупацію Тронхейма та Бергена союзниками, а також знищення аеродрому Сола, поблизу Ставангера.
Союзникам не вдалося домовитися про додаткову операцію «Королівський Морпіх», під час якої мали замінувати Рейн. Якщо британці були за цю операцію, то французи були проти неї, оскільки їхні постачання також залежали від річки, і вони побоювалися німецьких нальотів на французьку індустрію. Через ці затримки в угодах операція «Вілфред», спочатку запланована на 5 квітня, була перенесена на 8 квітня, коли британці нарешті погодилися розрізнити операції, проведені в Норвегії, від тих, що проводяться на континенті.

### Плани німців

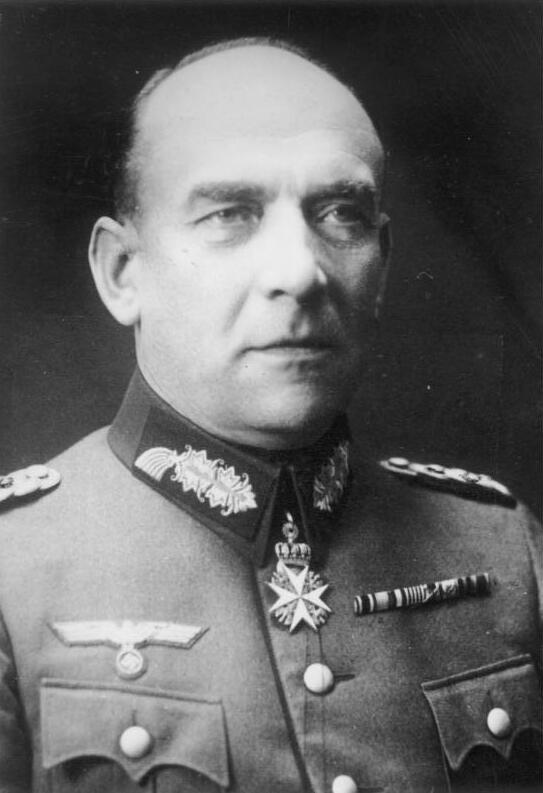
Німецький генерал Ніколаус фон Фалкенгорст відповідальний за вторгнення й окупацію Норвегії.

Операція «Везерюбунг», яка вже готувалася протягом тривалого часу (хоча й не була пріоритетною), почала бути надзвичайно важливою після інциденту з «Альтмарком». Основними цілями вторгнення були захоплення портів і захист районів видобутку залізної руди, головною метою був Нарвік. Йшлося також про забезпечення повного контролю над країною, щоб уникнути будь-якого бажання співпрацювати з союзниками. Операція була представлена як військовий захист нейтралітету Норвегії.
Серед питань, які хвилювали німецьке верховне командування, було питання, чи варто окупувати Данію під час цієї операції. Контроль над Данією вважався життєво важливою, оскільки, враховуючи її географічне положення, її окупація значно полегшила б повітряний і морський контроль над територією. Хоча деякі генерали, з якими проводилися консультації, пропонували дипломатично тиснути на Данію, щоб вона погодилася з таким станом справ, було вирішено, що пряма військова окупація надійніша.
Також обговорювалось, як вторгнення в Норвегію вплине на виконання «Жовтого плану», тобто заплановане вторгнення в північну Францію та Нідерланди, який незабаром мав зайняти основну частину сил Вермахту. Оскільки деякі підрозділи використовувалися для здійснення обох вторгнень, Weserübung не міг відбутися одночасно з Fall Gelb. Оскільки ночі ставали коротшими з наближенням весни, а темрява була життєво важливою для приховування просування військово-морських сил, тому було вирішено, що Weserübung має бути запущено якомога швидше. Зрештою, час вторгнення (Wesertag) було встановлено на 9 квітня 1940 року, 04:15 за норвезьким часом (Weserzeit).
27 січня 1940 німецьким командування було затверджено операцію «Везерюбунг», згідно якої десант мав захопити шість основних цілей в Норвегії: Осло, Бергена, Нарвіка, Тромсе, Тронгейма, Крістіансанна та Ставангера силами 21 армійського корпусу і 2-ї гірської дивізії під прикриттям надводного і підводного флоту. Крім того, війська парашутної підтримки (Fallschirmjäger) повинні були заволодіти іншими ключовими позиціями, такими як аеродроми Форнебу поблизу Осло та Сола поблизу Ставангера. План полягав у швидкому розгромі норвезьких військ і зайнятті життєво важливих районів до того, як виникну будь-яка форма опору. Атакуючі сили були організовані в шість груп:
- Група 1: десять міноносців для Нарвіка;[16]
- Група 2: важкий крейсер Адмірал Гіппер і чотири есмінці для Тронхейма;
- Група 3: легкі крейсери Кельн і Кенігсберг, а також кораблі підтримки Бергена;
- Група 4: легкий крейсер Карлсруе та інші менші судна для Крістіансанд;
- Група 5: важкий крейсер Блюхер і карликовий лінкор Лютцов, легкий крейсер Емден і легші кораблі для Осло;
- Група 6: чотири тральщики для Егерсунда.

Крім того, лінійні крейсери Шарнхорст і Гнейзенау повинні були супроводжувати групи 1 і 2 під час їхнього плавання в конвої, а також нафтові танкери і вантажні судна з підкріпленням, паливом і боєприпасами.
Проти Данії дві моторизовані бригади мали б захопити данські мости та війська. З боку Крігсмаріне було сформовано кілька бойових груп, хоча жодна з них включала великий корабель. 1 березня за наполяганням Люфтваффе в цілі операції були внесені аеродроми Данії, для захоплення яких було сформовано 31 корпус з двох піхотних дивізій та 11-ї мотострілецької бригади. Операцію з повітря мали прикривати близько 1000 літаків різного типу.
Німці розраховували, що їм не доведеться зіткнутися збройно з військовими силами двох загарбаних країн. Тож німецьким військам було наказано стріляти лише в тому випадку, якщо по них стріляли.

## Німецьке вторгнення

### Пересування флотів
Німецьке вторгнення почалось 3 квітня 1940 року, коли в море вийшли кораблі постачання, щоб випередити основну частину флоту. Наступного дня союзники почали реалізовувати свої власні плани, відправивши шістнадцять підводних човнів до Скагеррака та Каттегату, для розвідки і попередження реакції Німеччини на операцію «Вілфред», яка почалась ще через день, коли адмірал Вільям Вітворт відплив із Скапа-Флоу, на борту Рінаун до Вестфіорду разом із дванадцятьма міноносцями.
7 квітня в регіоні почалась погана погода з густим туманом і хвилями на морі, що заважало проходженню конвоїв. Невдовзі Рінаун та флот, який його супроводжував, потрапили у сильну снігову бурю, і Глоувом, одному з супроводжувальних есмінців, довелося відірватися від ескадри в пошуках людини, яку занесло за борт. Така погода допомогла німцям, забезпечивши їм візуальне прикриття для їхніх сил, і рано вранці 1-а і 2-а група, яка мала цілі найдальше відплила з портів базування.
Незважаючи на те, що погана погода ускладнювала розвідувальні операції, дві німецькі групи були виявлені за 170 кілометрів на південь від мису Лінденесс (найпівденніший район Норвегії) незабаром після 08:00 патрулями Королівських ВПС, які доповіли про один крейсер та шість есмінців. На погоню була відправлена ескадрилья бомбардувальників, яка знайшла їх на 125 кілометрів північніше, ніж під час попереднього контакту. Під час атаки не було завдано шкоди, але німецькі сили були правильніше оцінені як один лінійний крейсер, два крейсери та десять міноносців. Через суворі правила радіомовчання, що діяли на той час, бомбардувальники не змогли повідомити про це раніше 17:30.
Дізнавшись про ці німецькі переміщення, британське адміралтейство дійшло висновку, що німці намагалися порушити блокаду, яку союзники наклали на Німеччину, і мали намір використати свій флот, щоб перекрити атлантичні торговельні шляхи. Адмірал сер Чарльз Форбс, головнокомандувач Домашнього Флоту, після отримання інформації почав відпливати в 20:15 для перехоплення.
Обидва табори, не усвідомлюючи планів противника, продовжували свої. Рінаун прибув до Вестфіорду пізно вночі та зайняв позицію біля входу у фіорд, поки есмінці проводили мінні операції. Тим часом решта німецьких груп вторгнення теж вийшли в морі. Перший прямий контакт між двома супротивниками відбувся наступного ранку неочікувано для обидвох.
Глоувом, який прямував до Рінауна в густому тумані вийшов на корму німецьких есмінців Z11 «Бернд фон Арнім» і Z18 «Ганс Людеманн» близько 08:00 вранці 8 квітня. В результаті почалася сутичка, і два німецькі есмінці почали відступати сигналізуючи запит на допомогу. Адмірал Гіппер зміг швидко відгукнувся на цей заклик про допомогу і в результаті бою пошкодив Глоувом. Занадто сповільнений, щоб випередити потужний німецький важкий крейсер, британський есмінець спробував його протаранити. Глоувом завдав значної шкоди Гіпперу з правого борту, але був знищений влучним залпом одразу після цього. Під час бою Глоувом порушив радіомовчання та повідомив Адміралтейство про свою ситуацію. Хоча есмінець не встиг завершити передачу, Адміралтейство дізналось, що Глоувом зіткнувся з великим німецьким кораблем, почалась сутичка і контакт з есмінцем було втрачено. У відповідь Адміралтейство наказало Renown та його єдиному кораблю супроводу (інші два дозаправлялися в дружніх портах) залишити свої позиції у Вестфіорді та прямувати до останньої відомої позиції Глоувом. О 10:45 вісім інших есмінців, відповідальних за установку мін, теж отримали наказ відправитися туди.
Опівдні польський підводний човен ORP Орзел зустрів і потопив німецький військовий транспорт Ріо-де-Жанейро в Ліллесані. Серед уламків були виявлені тіла німецьких солдатів у формі, а також численні військові припаси. Незважаючи на те, що Орзел повідомив про цей інцидент Адміралтейство, останнє було надто стурбоване ситуацією Глоувом та його німецького нападника, щоб надати йому більшого значення в потоці інформації, що надійшла до нього. Більшість німецьких солдатів, які зазнали корабельної аварії, було підібрано на борт норвезьких рибальських човнів, і з їхнього допиту виявилося, що вони мали захищати Берген від союзників. Ця інформація була передана в Осло, де норвезький парламент, Стортинг, не дуже зацікавився нею, вважаючи, що це сталося через невігластво солдатів, і не вжив інших заходів, крім як попередити берегову охорону.
О 14:00 Адміралтейство отримало інформацію про те, що повітряна розвідка виявила групу німецьких кораблів на захід-північний захід на значній відстані від Тронхейма, прямуючи на захід. Це підкріпило думку Адміралтейства, що німці намагалися прорвати блокаду, і Домашній флот знову змінив курс з північного сходу на північний захід, сподіваючись перехопити їх. Крім того, Черчилль скасував план R4 і наказав чотирьом десантним крейсерам висадити свій вантаж і приєднатися до Домашній флот. Насправді німецькі кораблі групи 2 кружляли на місці, щоб досягти своєї мети, Тронхейма, лише в призначений час.
Тієї ночі, прочитавши велику кількість повідомлень про присутність німецьких кораблів на південь від Норвегії, Чарльз Форбс почав сумніватися в справедливості гіпотези про спробу прорвати блокаду і віддав наказ Домашньому флоту прямувати на південь у напрямку Скагеррака. Він також наказав Ріпалсу, а також іншому крейсеру та кільком есмінцям прямувати на північ, щоб приєднатися до Рінаун.
О 23:00, коли Форбса щойно повідомили про інцидент з Орзел, до групи 5 підійшло норвезьке патрульне судно Pol III біля входу в Осло-фіорд. Pol III швидко надіслав повідомлення про тривогу на берегові батареї Рауой (на острові Рауой) і відкрив вогонь по торпедному катеру Альбатрос з однієї гармати незадовго до зіткнення з останнім. Альбатрос і два інших підрозділи відповіли зенітними гарматами, убивши командира і підпаливши човен. Група 5 продовжила рух у фіорд і пройшла повз передові берегові батареї без пригод. Кілька малих німецьких човнів відокремилися від групи, щоб захопити проігноровані раніше укріплення, а також Гортен.
Ця діяльність не залишилася непоміченою, і незабаром звіти надійшли в Осло, і в Стортингу почалось позапланове засідання близько опівночі. Під час цього збори вирішили продовжити часткову мобілізацію (з наказами, доставленими поштою) і видали вказівку, що британські та французькі кораблі не повинні бути атаковані.
Приблизно в цей час, далі на північ, Renown відступив до Вестфіорду після того, як досяг останньої відомої позиції Glowworm, нічого там не знайшовши. Важке море змусило Вітворта плисти далі на північ, ніж було необхідно, і він був без супроводу есмінців, коли зіткнувся з Шарнгорстом і Гнейзенау. Renown вступив в бій з двома лінійними крейсерами, і під час короткого бою система управління вогнем Гнейзенау була пошкоджена, що змусило його та Шарнгорста тікати далі на північ. Renown спробував переслідувати, але о 04:00 втратив візуальний контакт через погану погоду.

### Німецьке вторгнення

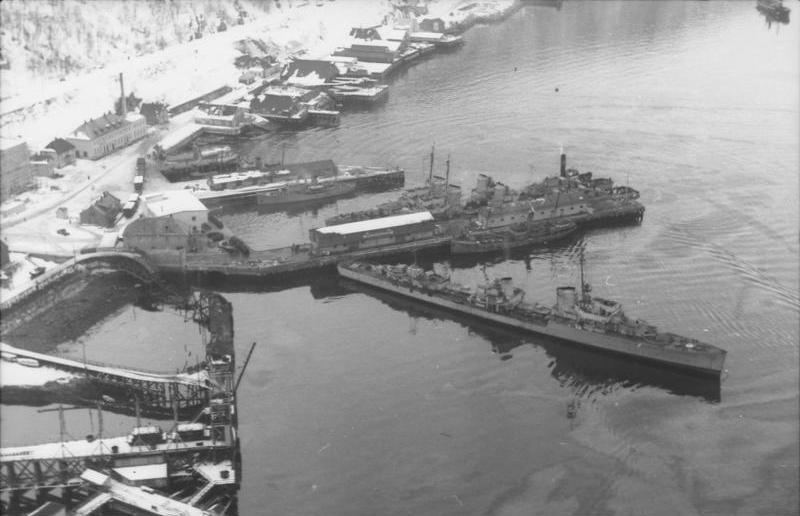
Німецькі есмінці в порту Нарвіка

Вторгнення в Норвегію почалось вранці 9 квітня 1940 р. До Ототфьорді, що веде до Нарвіка, наближаються десять німецьких есмінців групи 1. Оскільки Renown і його супровід, раніше поміняли курс, щоб дослідити інцидент з Glowworm, жодне британське судно не перекриває їм шлях, і німецька група не зустріла опору. Коли вона дійшла до фіорду поблизу Нарвіка, більшість есмінців покинули головну групу, щоб захопити передові батареї Ототфьорда, і залишилось лише три які мали нейтралізувати два старих кораблі Норвезької прибережної оборони, а саме Ідсволд і Нордж. Не зважаючи на застарілість, норвезькі судна могли конкурувати з німецькими есмінцями через кращу броню і більші гармати. Після коротких перемовин з капітаном Ідсволда німці відкрили вогонь по кораблю, потопивши його трьома торпедами. Незабаром вступив в бій Нордж, але недосвідчена команда не змогла завдати помітної шкоди перш ніж він затонув від торпед. Після потоплення кораблів, комендант Нарвіку, Конрад Сандло, повідомив про капітуляцію наземного гарнізону.
У Трондгеймі група 2 також зустріла лише незначний опір під час висадки. У Трондхеймфіорді Адмірал Хіппер подавив прибережні батареї, тоді як ескортні есмінці змогли оминути їх через високу швидкість в 25 вузлів. Особливо добре випущений снаряд Хіппера розрізав кабелі постачання прожекторів і зробив гармати батареї неефективними. Лише один есмінець отримав пошкодження під час висадки.
У Бергені прибережна оборонна здійснила більш серйозний опір при наближенні групи 3 — легкий крейсер Кенігсберг, а також навчальне судно Bremse були пошкоджені, останнє навіть серйозно. Відсутність прожекторів переслідування знизило ефективність гармат, і кораблі десанту змогли підійти до берега без особливих проблем. А нальоту Luftwaffe гарнізон в фортеці теж здався.
У Крістіансанді норвезький опір був ще жорсткішим, захисники змогли двічі відбити напад з моря і серйозно пошкодити Карлсруе, майже посадивши його на мілину. Однак, коли норвежцям було наказано не стріляти в британські чи французькі судна, а німці почали використовувати норвезькі коди, захоплені в Гортені, почалася плутанина. Німці скористалися цим, щоб швидко досягти порту і висадити там свої війська, в результаті захопивши місто об 11:00 ранку.

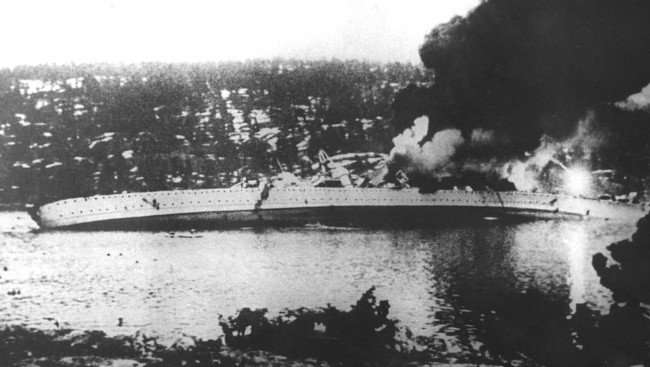
Німецький крейсерБлючер перекинувся і тоне в Осло-фіорді.

Група 5 зіткнулася з найсерйознішим опором перед системою внутрішньої оборони Осло-фіорда, поблизу Дребаку. Флагман групи Блючер підійшов до фортів, надіючись, що їх візьме зненацька і вони не зможуть зреагувати вчасно, як і сталося з попередніми у гирлі фіорду. Проте крейсер допустили на відстань пострілу прямим наведенням і фортеця Оскарборг відкрила вогонь, потрапляючи кожним пострілом в ціль. Через кілька хвилин Блючер втратив керування і на кораблі почалась жахлива пожежа. Пошкоджений крейсер був добитий залпом торпед, запущених із торпедних установок наземного базування. Він затонув з більшістю адміністративного персоналу призначеного для контролю та окупації Норвегії, а також для штабу військ, які мали б окуповувати Осло. Крейсеру Лютцов, також пошкодженому під час нападу довелося відступити, і група 5 була змушена висадити десант за дванадцять миль на південь до Сонсбуктена. Ця відстань затримала головні німецькі війська вторгнення в Осло більше ніж на 24 годин, хоча місто впало лише через дванадцять годин, коли повітряний десант приземлився в аеродромі Форнебу.
Ця затримка зробила можливим втечу на північ до Ельверума короля Хаакона VII Норвегії, парламенту та Національної скарбниці. Пізніше вони дістануться Сполученого Королівства. Ще до падіння столиці, заручившись особистою підтримкою Адольфа Гітлера, о 19-30 по національному радіо виступив лідер колабораціоністської партії Норвезький національний союз — Відкун Квіслінг, проголосивши себе прем'єр-міністром нового уряду. Втім, його наказ скласти зброю був проігнорований армією і поліцією. Визнати Квіслінга лідером уряду відмовився і король, який, на відміну від свого рідного брата Кристіана X Данського, німецький ультиматум відхилив і 10 квітня, коли Осло вже було захоплене, разом з парламентом закликав націю продовжувати опір окупантам. В результаті офіційної капітуляції не було підписано, уряд Відкуна Квіслінга був оголошений незаконним, і Норвегія, а також її важливий торговий флот, вважалась союзником, а не завойованою територією.

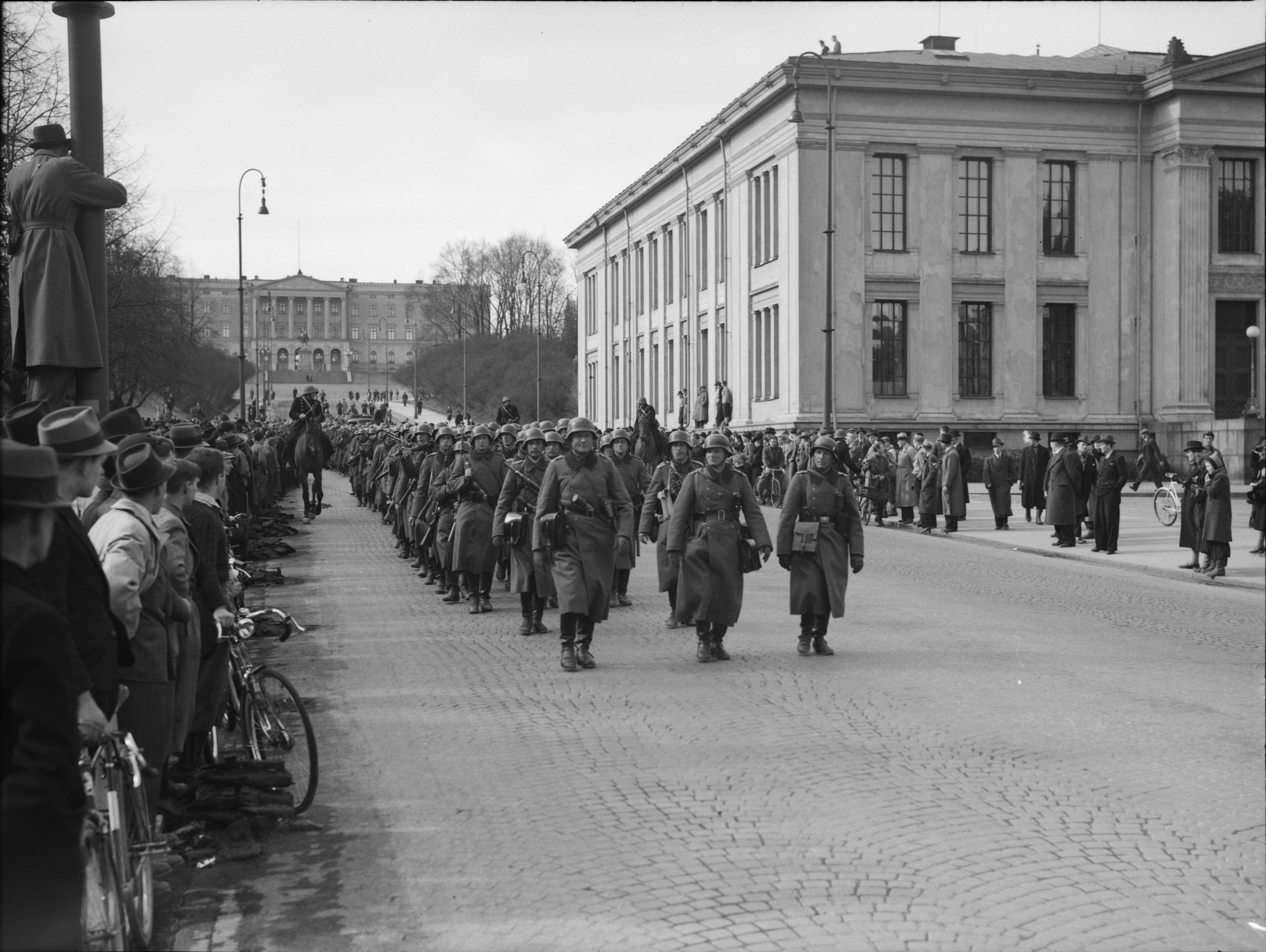
Німецькі солдати на вулицях Осло. 9 квітня 1940 року.

Аеродром Форнебу повинен був бути захоплений парашутистами за годину до прибуття транспортних літаків, але літаки з десантом заблудилися в тумані і не прибули. Однак аеродром не був захищений, і німецькі солдати захопили його швидко після приземлення. Норвезька ескадрилья винищувачів, що базувалась у Форнебу, чинила опір поки вистачило боєприпасів після чого вона відступила на ще вільні вторинні аеродроми. Наземний персонал ескадрильї також швидко витратив свої боєприпаси для зенітних кулеметів, а через загальну плутанину та необхідність підготовки винищувачів до вильоту, ніхто не догадався чи мав часу для розподілу особистої зброї та боєприпасів для нельотного складу. Пізніша спроба норвежців запустити контратаку була погано організована і не досягла успіху. Дізнавшись про це, Осло оголосило себе відкритим містом і незабаром здалося.
Що стосується групи 6 в Егерсунді та десантниках Ставангера, їм чинили невеликий опір і вони видко здобули свої цілі.

#### Захоплення Данії

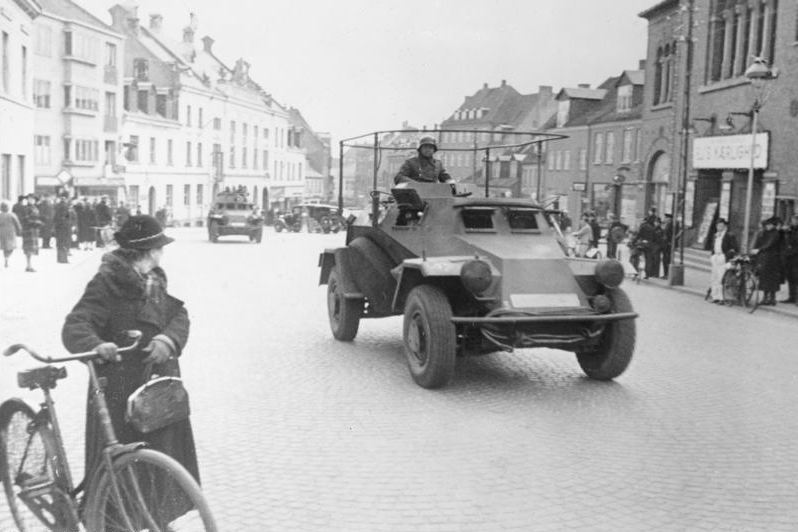
Німецькі бронемашина на вулицях Віборга під час захоплення Ютленда.

9 квітня 1940 р. Вермахт перетнув датський кордон близько 4:15 ранку. Під час комбінованої операції німецькі війська висадилися в доках Лангеліні в столиці Данії, Копенгаген, і почали окуповувати місто. Німецькі десантники також захопили аеропорт Аалборга. Одночасно німецький посол передав ультиматум королю Крістіану X. Анонс про німецькі плани був поданий на кілька днів раніше в парламенті, але він залишився без відповіді. Датська армія була малою, погано підготовленою та мала застаріле екіпірування, але в деяких місцях країни змогла чинити опір; найсерйозніші сутички відбулися при контакті з Королівською гвардією, розташованою в Палаці Амалієнборга в самому Копенгагені, і з силами поблизу Гадерслева в Ютленді-Ду-Суді. Близько 6:30 ранку король Крістіан X, провівши зустріч з прем'єр-міністром Торвальдом, вирішив капітулювати, переконавшись, що будь-який тривалий опір лише призведе до марної втрати нових датських життя. Факт окупації був абсолютно неочікуваний для данців, як і вказівки від влади співпрацювати з німецькою владою. Окупація Данії Німеччиною була чинною з 10 квітня і тривала до 5 травня 1945 року. Данія втратила убитими 16 чоловік і 20 пораненими (проти 2 і 10 відповідно у німців).
Важлива частина Датського торгового флоту уникнула окупації, оскільки Арнольд Пітер Меллер, президент транспортної компанії Mærsk, 8 квітня наказав своїм 36 кораблям у відкритому морі, в разі чого пливти до портів союзників або до нейтральних портів.
Запобігаючи німецькому вторгненню, 12 квітня 1940 р. британські сили зайняли як запобіжний захід Фарерські острови, які належали Данії.

### Реакція союзників
Незабаром інформація про німецьке вторгнення в Тронгейм, Берген, Ставангер, а також сутички в Ослофьорді надійшли до командування союзників. Не бажаючи занадто сильно розпорошувати свої сили, через незнання точного перебування німецьких бойових крейсерів, Домашній Флот вирішує сконцентруватися навколо Бергена та сформувати ударну групу. Проте після доповіді розвідки RAF, що присутні ворожі сили набагато сильніші ніж очікувалося, а також відсутність інформації про стан прибережних оборонних батарей і хто їх контролює, ідею з ударною групою відкликали, натомість почали планувати удар торпедоносців з HMS Furious. Однак цей напад теж не відбувся, через атаку на флот бомбардувальників Люфтваффе. Вони потопили есмінець HMS Gurkha і Домашній Флот був змушений відступити далі на північ, оскільки його протиповітряна оборона виявилася недостатньою. Повітряна перевага Люфтваффе в секторі обмежила дії союзників у південній зоні до підводних і повітряних операцій, надводні судна могли діяти тільки на півночі.
Окрім німецьких висадок на півдні та в центрі Норвегії, Адміралтейство було поінформовано пресою про присутність одного німецького есмінця в Нарвіку. Як відповідь, наказ на атаку був наданій другій флотилії есмінців, що складалася здебільшого з кораблів, які раніше служили супроводом під час операції «Вільфред». Ця флотилія під командуванням капітана Королівського військово-морського флоту Бернарда Уорбуртона-Лі вже відокремилася від Renown під час переслідування Шарнхорста та Гнейсенау, за наказом охороняти вхід до Вестфьорда. В 4:00 вечора 9 квітня флотилія відправила офіцера на землю, в Тран, вісімдесят кілометрів на схід від Нарвіка, де він дізнався від мешканців, що німецькі сили становили чотири-шість есмінців та субмарину. Варбуртон-Лі телеграфує цю інформацію Адміралтейству, завершивши своє повідомлення наміром напасти наступного дня «на світанку, у приплив», що мало б бути неочікуваним і дозволило б уникнути мін. Це рішення було схвалено Адміралтейством у нічній телеграмі.

#### Перша битва за Нарвік

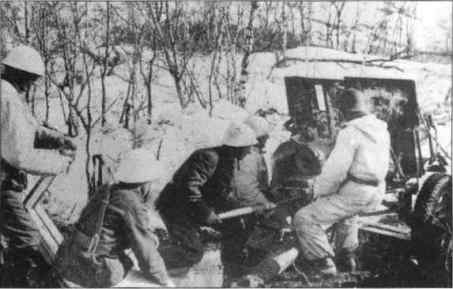
Норвезькі артилерісти під час боїв за Нарвік

Наступного ранку Друга флотилія з п'яти есмінців з флагманом HMS Hardy ввійшла в Ототфьорд. В 4:30 ранку флагман, а також HMS Hunter та HMS Havock досягли порту Нарвік, залишивши HMS Hotspur та HMS Hostile охороняти вхід і спостерігати за прибережними батареями. Туман і дуже сильний снігопад дозволили силам під керівництвом Варбуртона-Лі підійти непомітно. По прибуттю в порт і ідентифікації п'яти німецьких есмінців британські кораблі відкрили вогонь і так почалась перша битва за Нарвік. Три кораблі Варбуртона-Лі вистрілили три залпи по ворожих суднах, після чого до них приєднались Hotspur та Hostile. Їм вдалося потопити два судна, позбавити керування одне, потопити шість танкерів та кораблів постачання. Також був вбитий німецький командувач, капітан Фрідріх Бонте, коли його флагман Вільгельм Хайдкамп був затоплений.
Проте британська флотилія затрималась в фіорді задовго, і в 06:00 до входу в Вестфьорд з Герджангсфьорда встигли прибути три німецькі есмінці під командуванням Еріха Бея. Через кілька хвилин прибули два інші, оточивши сили Варбуртона-Лі. В результаті пошкоджень Харді вийшов з бою і був посаджений на міль його офіцерами після того, як судно втратило керування, сам Варбуртон-Лі загинув. Після пошкоджень Hunter почав тонути, а Hotspur отримав пошкодження системи керування, що змусило його зіткнутися з Hunter. Під вогнем Hotspur зміг звільнитися від Hunter. В цей час Hostile і Havock вийшли у відкрите море, але повернулися, щоб прикрити відступ Hotspur. Пошкодження німецьких есмінців не були критичними, але їм не вистачало палива і амуніції для переслідування. Тому три британські есмінці що залишились змогли вийти з Офотфйорда, і змогли потопити ще одне німецьке судно постачання Rauenfels.

#### Друга битва за Нарвік
Незабаром після першої битви за Нарвік два інші німецькі кораблі були затоплені британськими силами. Підводний човен HMS Truant потопив легкий крейсер Карлсруе в ніч на 9 квітня, незабаром після того, як він покинув Крістіансанд. Авіаційний наліт Повітряних сил флоту 10 квітня з їхньої бази Хатстон в Оркадах на Берген потопив німецький легкий крейсер Кенігсберг, який вже мав проблеми з керуванням через отримані пошкодження під час десанту; він став першим великим військовим кораблем потопленим літаками. Наступного дня до Домашнього флоту приєдналися Furious' та лінкор Warspite, а також проти Тронгейма було здійснено нову повітряну атаку в надії на затоплення Admiral Hipper. Однак Admiral Hipper зміг вийти з порту непоміченим попереднього дня, і був на шляху до Німеччини, коли наліт був розпочатий; жоден з інших німецьких есмінців чи суден підтримки теж не постраждали під час нападу. Союзниками пощастило на півдні, де HMS Spearfish зміг серйозно пошкодити важкий крейсер Лютцов опівночі 11 квітня, виводячи німецький корабель з бою на рік.
Оскільки стало очевидно, що основним німецьким силам вдалося покинути норвезькі води, Домашній Флот попрямував на північ до Нарвіку з надією перехопити решту есмінців. По дорозі флот зазнав кількох нападів німецьких бомбардувальників, що змусило змінити маршрут на захід, дальше від берегу. Станом на 12 квітня флот знаходився в межах досяжності Нарвіка, і почав авіаційну атаку літаками з Furious, але наліт не був успішним. Тому було вирішено створити ударну групу з лінкором Warspite, а також потужним супроводом, якою командував Вітворт.
Вранці 13 квітня сили Вітворта увійшли до Вестфьорда, використовуючи літак розвідки Warspite для оцінки ситуації. Окрім передачі інформації про два есмінці противника, цей літак розвідки потопив німецький підводний човен U-64 — перший підводний човен потоплений літаком. Британські есмінці рухались за три милі (5 км) перед лінкором, і перші вступили в бій з німцями, які встигли зреагувати, тим самим розпочавши другу битву за Нарвік. Незважаючи на те, що жоден з опонентів не отримав помітної шкоди, німецькі судна незабаром опинилися без боєприпасів були змушені відступати в глиб порту. Більшість із них намагалися втекти Ромбаксфьордом, за винятком есмінця Кюнна, який був пошкоджений і виведений на мілину на шляху з Герджангсфьорда, а пізніше був знищений HMS Eskimo. Чотири британські есмінці почали переслідування в Ромбаксфьорді, під час цього есмінець Eskimo отримав пошкодження. Однак для німецьких суден ситуація була безнадійною, оскільки в них закінчувались боєприпаси та паливо. Тому було вирішено покинути і затопити свої судна, до того як британці доженуть їх. О 18:30 вечора британські судна покинули фіорд, тепер очищений від будь-якої присутності Крігсмарине.

## Норвезька ситуація
Німецьке вторгнення здебільшого досягло своїх цілей одночасного нападу і несподіваної атаки норвезьких сил, цьому сприяла пізня і часткова норвезька мобілізація і загальна погана підготовка норвезької армії. Однак все не було втрачено для союзників, зокрема група 5 була відкинута від Олофьорда, що дало норвежцям ще кілька годин, щоб евакуювати королівську родину та уряд до Хамару. З втечею уряду, Відкун Квіслінг скористався можливістю і взяв контроль над національним радіопередавачем, оголосивши цим ЗМІ державний переворот, призначив себе новим прем'єр-міністром Норвегії. Першим його офіційним актом о 7:30 того ж дня стало скасування наказу про мобілізацію.
Увечері норвезький уряд оселився в Елверумі, оскільки Хамар не виявився достатньо безпечним. Усі німецькі вимоги були відхилені, натомість був ратифікований Дозвіл Елверуму який надавав уряду Норвегії в вигнанні нових прав допоки стандартні засідання в Осло не зможуть бути проведені. Однак безнадійний характер ситуації все ще змушував продовжувати переговори з німцями, запланованими на наступний день. Для захисту нової позиції полковник Отто Руге, генеральний інспектор норвезької піхоти, встановив дорожній блокпост приблизно в 110 км на північ від Осло, в Мідтскогені. Тут незабаром з'явився невеликий загін німецьких військ на чолі з військовим аташе Еберхардом Шпіллером, відповідальним за авіацію в посольстві Німеччини, який рухався на північ що б захопити короля Хаакона VII. В результаті сутички аташе отримав смертельні поранення німецький загін відступив. 10 квітня остаточні переговори між норвежцями та німцями провалилися після того, як норвезька делегація на чолі з Хааконом VII особисто відмовилася визнати новий уряд, створений Квіслінгом.
Одним з останніх актів, прийнятим норвезькою владою до їх розпуску, було підвищення Отто Руге до звання генерала дивізії та його призначення на посаду командувача норвезької армії, відповідального за опір німецькому вторгненню. Оскільки німці контролювали основні міста, порти та аеродроми, як і основні склади озброєння та телекомунікаційних мережі, будь-яка спроба відкинути німців до моря своїми силами була неможливою. Замість цього Руге вирішив, що його єдиним шансом є затягувати час затримавши німецькі війська де це можливо, допоки не прибудуть підкріплення з Франції та Сполученого Королівства.
11 квітня, після отримання підкріплення, німецькі війська під командування генерала Ніколауса фон Фолкенхорста почали рухатись вглиб Норвегії. Основною метою операції об'єднання німецьких сила, розкиданих по території, до того як Норвегія змогла б мобілізуватися або будь-яке масове втручання з-за кордону могло прибути. Першим завданням стало відновлення контролю над Олофьордом, а потім надіслати 196-й та 163-й німецькі піхотні дивізії до Тронгейму.
Станом на 14 квітня 1-а норвезька дивізія, розміщена на схід від Олофьорда в графстві Естфолд, була евакуйована в Швецію, а 3-а норвезька дивізія, що базується в Крістіансанді, здалася. 4-а норвезька дивізія, на позиції навколо Бергена, зуміла уникнути висаджених німецьких сил і швидко почала працювати над тим, щоб уповільнити прогресування німців на схід. Проте ця задача була припинена коли більшість сил дивізії довелося перевести до Вальдресу, щоб полегшити ситуацію в Естленді. 5-а норвезька дивізія в Трондхеймі втратила майже всі свої запаси з початку вторгнення, і її командир вирішив залишитися на позиції в Штейнджер, а не атакувати німців. 6-а норвезька дивізія зі свого боку, розташована набагато далі на північ, біля фінського кордону, не контактувала з районами, зайнятими німцями.
Для генерала Руге була доступна лише 2-а норвезька дивізія і основний його контроль був над цією оперативною одиницею. Незважаючи на приплив добровольців, що збільшило чисельність дивізії від 3000 до приблизно 12 000 чоловіків, а також отримання бюджету в 11,1 мільйонів норвезьких крон (тобто 4,5 мільйона тодішніх доларів США), цього всього було замало для створення армії здатної розпочати прямий наступ проти німців. Натомість він вирішив сконцентрувати свою дивізію на виході долин на кордонах Гудбрандсдала та Естердалену, що веде від Осло до Тронгейма. Звідти він намагався атакувати німців, коли ситуація була сприятливим для цього, продовжуючи блискавичні набіги, засідки та вибіркові атаки, щоб затримати прогресування двох німецьких дивізій на північ. Такі методи не змогли повністю зупинити німців, але їм довелося викликати повітряну підтримку і перекидати бронетанкові частини, щоб зламати норвезькі точки опору. 20 квітня німецьким силам вдалося просунутися до Елверума, 305 км на південь від Трондгейма. Через постійні битви норвезькі теж зазнавали втрат і незабаром почала відчуватись нестача боєприпасів.

## Наземна операція
Коли масштаб німецького вторгнення став зрозумілим англійцям, вони почали готувати контратаку. Проте в британському військовому кабінеті існували розбіжності: британська армія, консультуючись з Отто Руге, пропонувала атакувати Тронгейм в Центральній Норвегії, а Черчилль наполягав на закріпленні британського контролю над Нарвіком на півночі. Як компроміс було вирішено відправити війська до двох місць.

### Кампанія в Центральній Норвегії

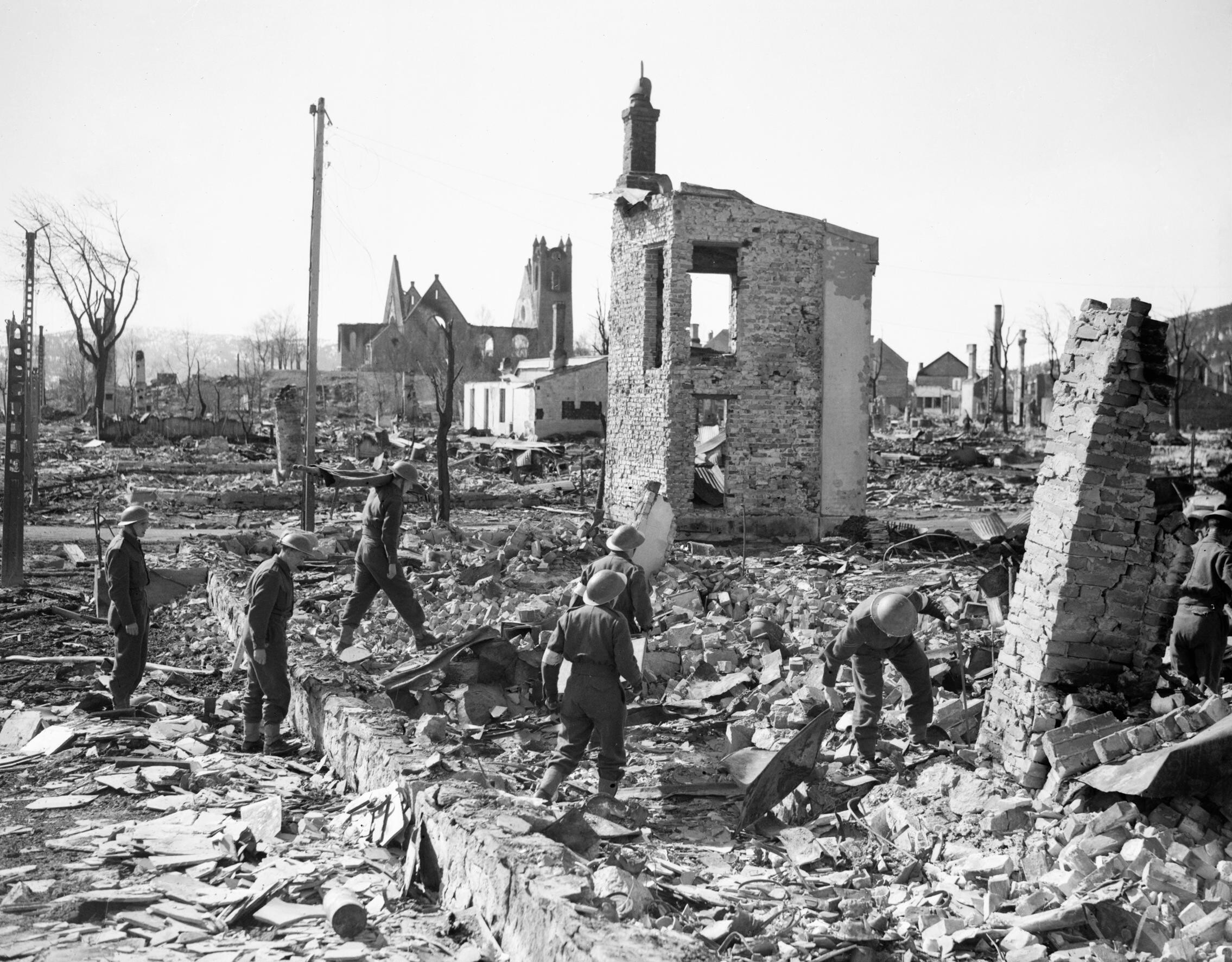
Британські війська в Намсосі після німецького нальоту.

Початкові плани кампанії в Центральній Норвегії запропонували напад з трьох сторін на Тронгейм силами союзників, допоки норвезька армія затримує німецьке просування на півдні. Ця операція отримала назву операції Хаммер, війська мали висадитися у Намсосі на півночі (Морісфорс або сили Моріс), в Ендалнесі на південь (Сіклфорс або сили Серпа) та поблизу Тронгейма (Хаммерфорс або сили Молота). Цей початковий план був швидко переглянутий, тому через побоювання що напад на Тронгейм буде занадто ризикованим. Тому було проведено тільки десант на північ і південь від Тронгейма.
Для протидії висадці союзників, командування Вермахту віддало наказ роті парашутистів десантуватись на залізничний вузол у Домбасі на північ від долини Гудбрандсдала. Висадка відбулася 14 квітня і німцям вдалося заблокувати всю дорожну та залізничну комунікацію в центрі Норвегії протягом п'яти днів, під час битви при Домбасі, перш ніж вони були змушені здатися норвезькій армії 19 квітня.
17 квітня сили Моріс, основу яких складала 146-ї британська піхотна бригада під командуванням генерала майора Адріана Картона Віарта, висадилися в Намсосі. Під час транспортування війська були переведені на борт есмінців замість великих транспортних військових кораблів, через мілководдя фіорду, що веде до Намсоса. В результаті цієї пересадки виникла плутанина і бригада загубила значну частину провізії і навіть командир бригади опинився не на тому кораблі. Ще однією великою проблемою для сил Моріса стала відсутність засобів протиповітряної оборони, якою скористались Люфтваффе. Вечором 19 квітня до Намсоса також прибули французькі війська, і генерал Де Віарт почав діяти. Наступного дня німецькі бомбардувальники провели бомбардування Намсоса, знищивши велику частину запасів і по суті позбавляючи союзників нової бази. Не зважаючи на це, Віарт просунувся на 130 до Штейнджера, де йому вдалося з'єднатися з 5-ю Норвезькою дивізією. Проте Люфтваффе проводило постійні нальоти на місто і коли 21 квітня до Штейнджера прибула німецька 181-а дивізія з Трондгейма, союзники були в доволі скрутному стані. Віарт був змушений відступити, залишаючи Штейнджер для німців.
Сила Серпа, основу яких складала 148-ї британська піхотна бригада, якою командував генерал-майор Бернар Педжет, висадилися в Ендальнесі 17 квітня. З Ендальнеса британські сили пішли залізницею до села Домбес, прагнучи просунутися на північ до Тронгейма. Натомість їх зустрів генерал Руге з інформацією, що норвезькі сили не могли довше стримувати німецький наступ у долинах. Усвідомлюючи, що німецький прорив спричинить оточення британських сил перервавши їх маршрут постачання, Педжет повернув свої війська на південь до Ліллехаммера. Однак вони були змушені повернутися назад після прибуття німецьких частин під командуванням Пелленгахра. Під час відступу Треттенською долиною 148-а бригада знову була змушена вступити в бій з німцями і в результаті майже втратила боєздатність. На допомогу їй відправилась 15-а британська піхотна бригада яка теж висадилась в Ендальнесі. Британці зіткнулися з німецькими силами, які переслідували 148-у в Квамі, комуні між Треттеном та Домбесом; і з боєм відійшли до Кьорема, проте німецькі сили продовжували атакувати.
Станом на 28 квітня обидві сили відступали від наступу німців, і було вирішено відкликати всі союзні сили з Центральної Норвегії. Сили Серпа, яким допомагав генерал Руге, зуміли повернутися до Ендальнеса і висковзнути з нього 2 травня о 02:00, лише за кілька годин до захоплення порту 196-ю німецькою піхотною дивізією. Сили Моріса, чиї евакуаційні конвої затримались через туман, були евакуйовані 3 травня, але два їхні рятувальні судна: французький есмінець Bison та британський есмінець HMS Afridi, були затоплені пікіруючими бомбардувальниками Ju 87.
Невдача центральної кампанії вважається однією з прямих причин дебатів про Норвегію (відома сесія дебатів, що відбулася в Палаті громад), яка приведе до відставки прем'єр-міністра Британії Невілла Чемберлена та призначення Вінстона Черчілля на цю посаду.

### Кампанія в Північній Норвегії

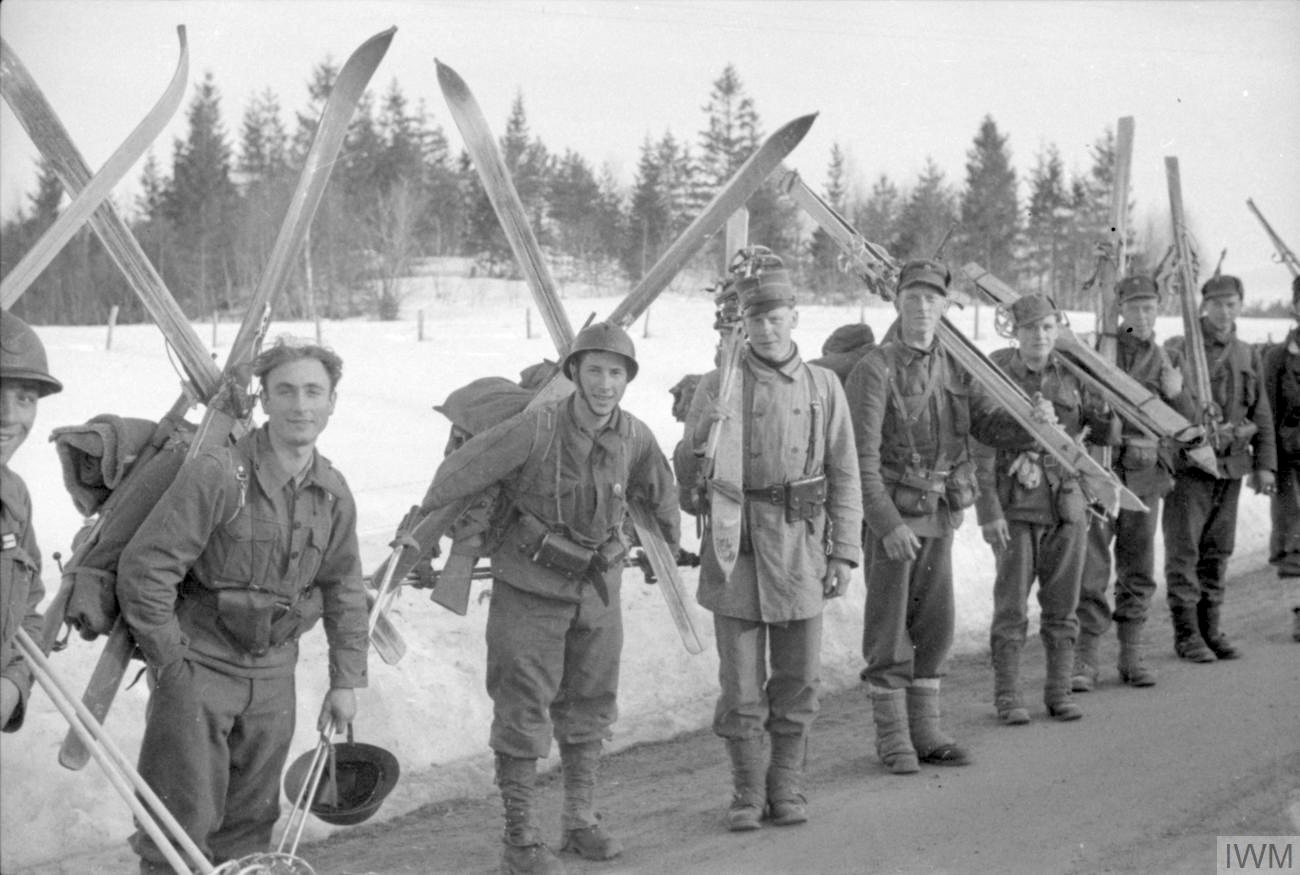
Французькі і норвезькі піхотинці з лижами.

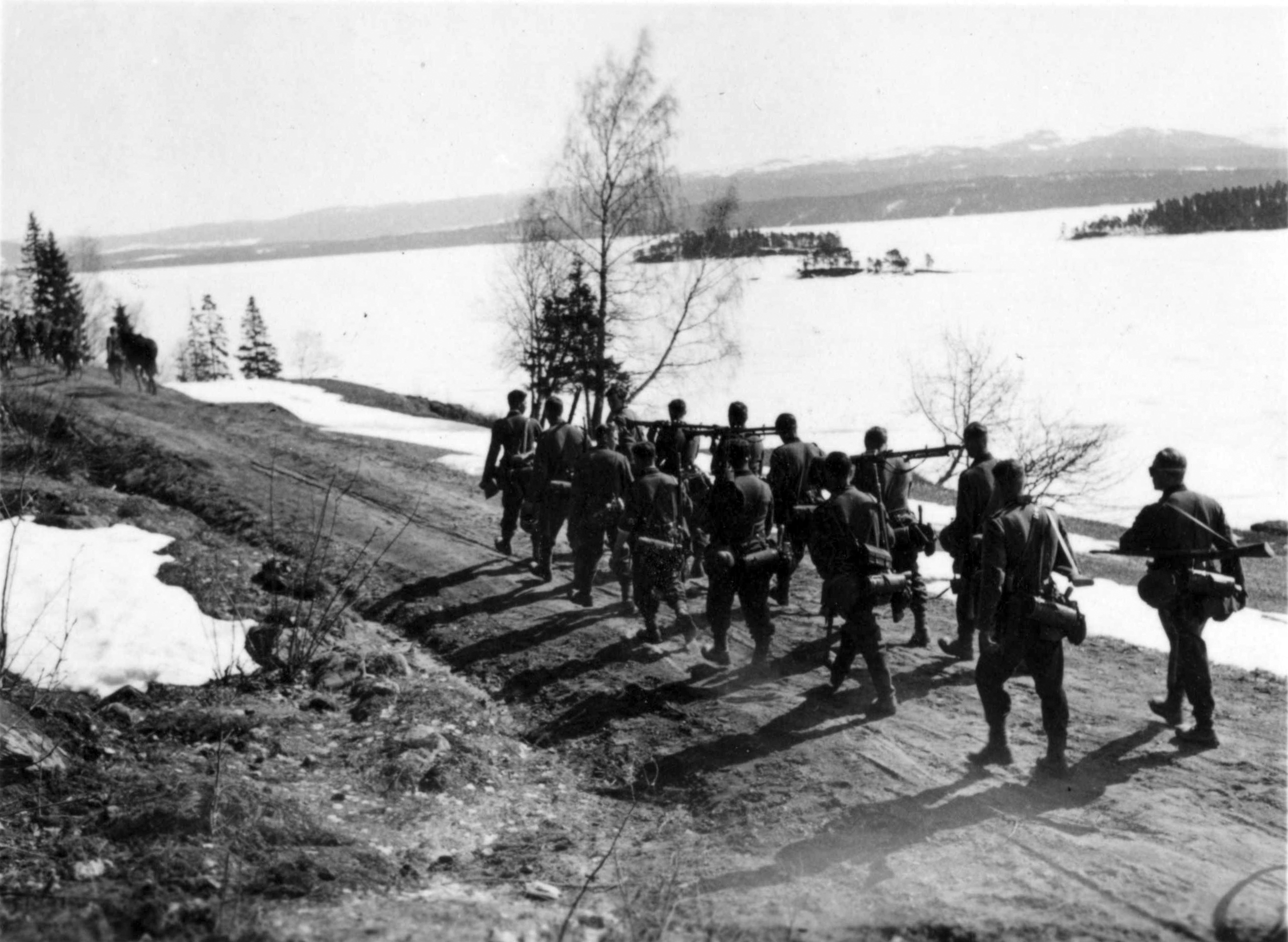
Німецькі гірські піхотинці на марші.

Паралельно з Трондгеймською операцією, на півночі проводилась друга кампанія з метою захоплення Нарвіка. Однією з перших проблем, з якими зіткнулись сили союзників, була відсутність єдиного командування або навіть реальної організації. Військово-морські сили, що діяли у цьому районі, перебували під командуванням адмірала флоту Вільяма Бойла, 12-м графа Корка, з наказом якнайшвидше знешкодити німецькі сили в регіоні. Проте командувачу військ на землі, генерал-майору Пірсе Макесі, було наказано висадитися за межами районів міцно утримуваних німцями та уникати боїв у населених районах. Два командири зустрілися 15 квітня, щоб визначити, яку стратегію було б найкраще прийняти. Бойл був за негайний напад на Нарвік, але Макесі стверджував, що такий маневр може призвести до значних втрат сухопутних військ. Після обговорення Бойл все таки прийняв стратегію Макесі.
Війська під контролем Макесі, кодова назва Рупертфорс (або Сили Руперт), складалися з солдатів 24-ї бригади, а також французьких та польських підрозділів, CEFS та бригади Подхале. Основна частина військ висадилася в Харстаді, маленькому містечку на острові Хінноя 15 квітня, але через плутанину, негоду, відсутність необхідних портових споруди, складні умови постачання та невпинні напади німецьких бомбардувальників висадка зайняла більше тижня. У той же час Королівському флоту пощастило більше — 15 квітня два британські есмінці Brazen і Fearless атакували і заставили сісти на мілину німецьку субмарину U-49, яка мала документи з детальним описом позицій всіх німецьких підводних човнів біля Норвегії, тим самим анулювавши цю загрозу.
Після невдачі союзників у Центральній Норвегії було приділено більше уваги силам, що висадилися на півночі, наприклад, на підтримку операції було передано дві ескадрильям винищувачів, що діюли з авіабази Бардуфосса. Одна була складена з винищувачів Hawker Hurricane, інша з Gloster Gladiator.
28 травня союзникам вдалося відбити Нарвік у німців, але початок німецького вторгнення у Францію та Нідерланди змінив загальний хід війни, значно зменшивши стратегічне значення Норвегії. Операція Альфабет, план загального відступу союзників у Норвегії, була затверджена 24 травня. 3 червня евакуація союзних сил зі Скандинавії, разом з ними 7 червня з Трьомсе до Лондона евакуювався норвезький уряд і королівська родина.
8 червня, після знищення залізничних ліній та портових споруд, всі союзні війська були евакуйовані. Німці почали операцію Джуно, щоб полегшити тиск на гарнізон Нарвіка, але, коли була виявлена евакуація, мета місії змінилася на переслідування, під час якого британські есмінці HMS Acasta та HMS Ardent та авіаносець HMS Glorious були перехоплені лінкорами Scharnhorst та Gneisenau. Британські сили, якими командував капітан Гай Д'Ойлі-Х'юз, були знищені менш ніж за 70 хвилин приблизно в 170 милях (315 кілометрів) на захід від Харстада. 9 червня нацисти знову захопили Нарвік, а на наступний день вся Норвегія була остаточно окупована.

## Окупація

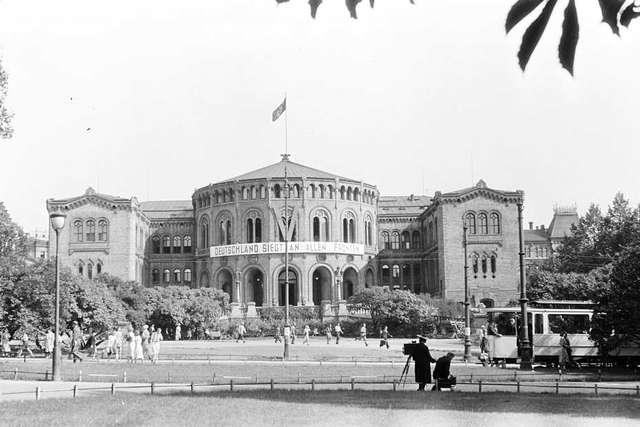
Будівля Стортингу в 1941 році з німецькими прапорами і плакатом "Німеччина виграє на всіх прапорах".

Після того, як війська союзників залишили країну, норвезька армія швидко капітулювала перед німецькими військами. Проте існував незаперечний рух опору який проявлявся через дії норвезького торговельного флоту, акти громадянської непокори, і через приплив норвезьких добровольців до лав британських військ, зокрема до Королівських ВПС і британських командос. Норвезький король і його кабінет почали роботу в еміграції в Лондоні і очолили там рух опору, який виявився дедалі ефективнішим в останні роки окупації.
Королівський флот Норвегії та Королівські повітряні сили Норвегії також були відновлені у Сполученому Королівстві із залишків, які були врятовані під час Норвезької кампанії. Вони брали активну участь у бойових діях під час битви арктичних конвоїв і в Північній Атлантиці, а також під час повітряної війни над всією Європою. Ряди військово-морських і авіаційних сил поповнилися регулярним прибуттям невеликої кількості біженців, яким вдалося втекти з окупованої Норвегії; їх оснащення було доведено до рівня стандартизації англійських і американських відповідників. Здебільшого норвезькі ескадрильї використовували літаки Винищувального та Берегового Командування, а саме винищувачі Spitfire і винищувачі-бомбардувальники Mosquito, а також гідролітаки Short Sunderland і Catalina. Були також норвезькі пілоти, які літали безпосередньо на службі Бомбардувального командування.
Норвезька армія була також відновлена в Шотландії. Однак, за винятком кількох невеликих підрозділів спеціального призначення, вона брала участь в небагатьох бойових діях протягом війни. Підрозділи цієї норвезької армії брали участь у звільненні Фіннмарка (найпівнічнішої провінції Норвегії) взимку 1944—1945 років після того, як територія була евакуйована німцями під час операції «Випалена земля» в очікуванні штурму Червоної армії. Під час цієї операції було лише кілька сутичок з німецькими ар'єргардами та патрулями.
У нейтральній Швеції норвезькі сили також були відновлені протягом останніх двох років війни за допомогою «поліцейських сил», сформованих за підтримки шведської влади. Термін «поліція» слугував прикриттям для простої військової підготовки досвідченого та добре оснащеного війська, чисельність якого сягнула приблизно 10 000 чоловік 8 травня 1945 року.

## Аналіз
Як і очікувалося, операція стала вирішальною перемогою нацистської Німеччини. І Данія, і Норвегія були окуповані ціною відносно невеликих людських втрат: 1317 загиблих, 1604 поранених, 2375 зниклих без вісті (переважно у відкритому морі). Ефект несподіванки був майже повним, особливо в Данії, і лише регіон Нарвік виявився дещо проблематичним для завоювання. Люфтваффе втратило 242 літаки, або приблизно 10 % сил, що брали участь.
Однак на морі вторгнення наштовхнулося на серйозні невдачі. Крігсмаріне втратило один важкий крейсер, два легких крейсери, десять есмінців і шість підводних човнів, залишивши його ослабленим, оскільки Гітлер продовжував свої плани вторгнення до Британії.
Британський флот також зазнав значних втрат, включаючи авіаносець, два крейсери, сім есмінців і підводний човен. Однак, оскільки їхній флот був значно більшим, англійці змогли перенести втрати набагато легше, ніж німці. Сполучене Королівство також отримало підтримку від торгового флоту Данії і особливо від торговельного флоту Норвегії, одного з найбільших у світі.
Французький флот втратив великий есмінець під час кампанії, а Королівський флот Норвегії втратив есмінець, два кораблі берегової оборони та три підводні човни.
Англійці, знищивши портові споруди в Нарвіку, досягли тут напівуспіху. Руйнування перешкоджало будь-якому завантаженню з порту протягом шести місяців. Однак союзники мали намір перешкодити їм протягом року. З числа союзників на суші загинуло 1896 британців, 1335 норвежців, 530 французів, 530 поляків; на морі Британія втратила понад 2500 моряків, авіаносець, два легких крейсери, дев'ять есмінців, шість підводних човнів.
Окупація Німеччиною Норвегії виявилася колючкою в спині для союзників у наступні роки. Бомбардувальники великого радіусу дії, що базувалися там Німеччиною, змусили Великобританію залишити кілька ескадрилій винищувачів на півночі країни під час битви за Британію, а німецькі бомбардувальники змогли використати Норвегію як базу постачання та досягти Північної Атлантики. з повною безкарністю. Після нападу Німеччини на СРСР у 1941 році норвезькі авіабази та військово-морські бази також використовувалися німцями для нападу на арктичні конвої, завдаючи серйозних втрат. Крім того, присутність «самотнього короля», лінкора Тірпіц, у Тронхейм-фіорді, а згодом у Каафйорді, зупинила найбільші кораблі Домашнього флоту біля Скапа-Флоу.
Пізніше окупація Норвегії, у свою чергу, стала тягарем для Німеччини, оскільки довга розтягнута берегова лінія країни створювала численні можливості для дій союзників. Крім того, країна знерухомлювала значні окупаційні війська, а на російському фронті, потім на західному фронті їх бракувало.